# 1.ª Cúpula do Movimento Não Alinhado
A Conferência de Cúpula de Chefes de Estado ou de Governo do Movimento Não Alinhado (Servo-croata: Конференција шефова држава или влада несврстаних земаља / Konferencija šefova država ili vlada nesvrstanih zemalja, em macedônio/macedónio:  Конференција на шефови на држави или влади на неврзани земји, em esloveno:  Konferenca voditeljev držav ali vlad neuvrščenih držav) de 1 a 6 de setembro de 1961 em Belgrado, República Socialista Federativa da Iugoslávia, foi a primeira conferência do Movimento Não Alinhado.  Um factor importante que contribuiu para a organização da conferência foi o processo de descolonização de vários países africanos na década de 1960.  Alguns, portanto, a chamaram de ″Ialta do Terceiro Mundo″ em referência à Conferência de Ialta de 1945. 
Vinte e cinco países no total participaram da Conferência de Belgrado, enquanto 3 países, Bolívia, Brasil e Equador, foram observadores.  A reunião preparatória dos Países Não Alinhados ocorreu no início daquele ano no Cairo, de 5 a 12 de junho de 1961.  Uma das questões foi a divisão dos países recém independentes devido à crise do Congo, que levou a uma divisão e à criação do conservador e anti-radical Grupo de Brazzaville e do grupo nacionalista radical de Casablanca.  Todos os membros do Grupo de Casablanca participaram na conferência, incluindo Argélia, Gana, Guiné, Mali, Marrocos e República Árabe Unida, enquanto nenhum membro do Grupo de Brazzaville esteve presente.  A cúpula foi seguida pela 2.ª Cúpula do Movimento Não Alinhado no Cairo em 1964. A Conferência do Cairo sobre os Problemas dos Países em Desenvolvimento de 1962 foi uma continuação direta da cúpula de Belgrado, na qual o Brasil, a Etiópia, a Índia, o  Senegal e a Iugoslávia trabalhariam na preparação para a próxima conferência da UNCTAD do ECOSOC. 

## Conferência

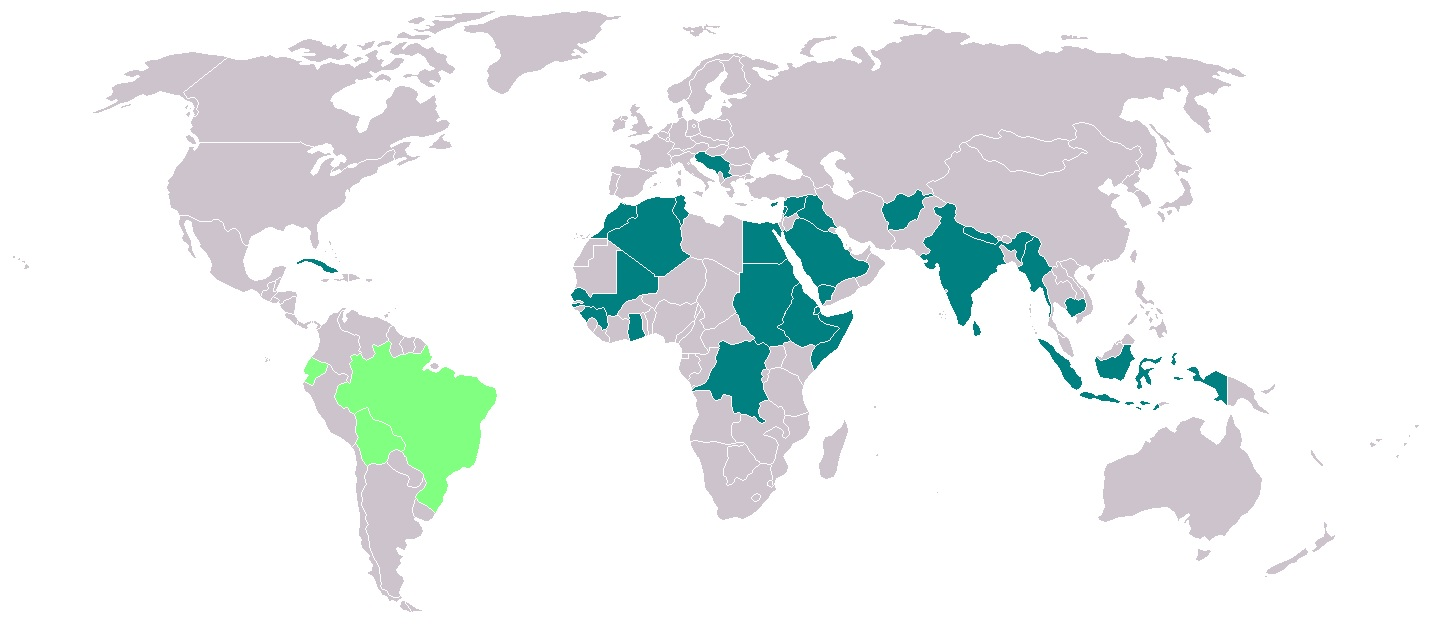
Estados participantes.

As Ilhas Brijuni, um arquipélago na República Socialista da Croácia, foram inicialmente consideradas para sediar a cúpula depois de sediarem o Encontro de Brioni de 1956, mas a cidade de Belgrado, na República Socialista da Sérvia foi finalmente selecionada devido aos locais insuficientes de Brijuni e à concentração das instalações internacionais de comunicação e mídia. na capital da Iugoslávia. 
Vladimir Popović foi o chefe do Comitê Estadual Iugoslavo para a Preparação da Conferência. A conferência reuniu 25 estados independentes. Além deles, havia três estados que tinham status de observadores, onze partidos socialistas, sindicatos do Japão e outras quatro organizações. As diferenças socioeconómicas entre os participantes eram grandes e desde o início os estados participantes mostraram frequentemente interesses diferentes. A Iugoslávia atribuiu especial importância à participação dos países latino-americanos. A participação destes países, juntamente com os representantes da Europa, deveria ter dado à conferência o carácter de um encontro onde todas as partes do mundo estão representadas, e evitar a redução a uma reunião afro-asiática como foi o caso de algumas reuniões anteriores. 
O Presidente Josip Broz Tito conseguiu reunir apenas parcialmente todas as partes do mundo na conferência. Da América Latina, apenas Cuba foi participante pleno, enquanto Bolívia, Brasil e Equador tiveram status de observadores. A razão para isso foi a incapacidade destes estados em resistir a algumas pressões dos Estados Unidos que queriam preservar o seu papel no Hemisfério Ocidental. Os representantes da Iugoslávia ficaram especialmente desapontados com o cancelamento de última hora do México. Dos países europeus, apenas Chipre e a Iugoslávia como anfitrião participaram na reunião. 
A conferência foi seguida por 1.016 jornalistas, dos quais 690 eram estrangeiros, de 53 países diferentes, e com Paul Hofmann, do New York Times, descrevendo o evento como um "paraíso para os cinegrafistas".  Juntos, quatro jornais indianos (The Times of India, The Hindu Madras, Indian Express e The Patriot) e quatro jornais americanos (The New York Times, The Washington Post, Los Angeles Times e The Christian Science Monitor) publicaram 177.265 palavras sobre a conferência em 7 dias antes, durante e 7 dias após a conferência. 

### Participantes
- Josip Broz Tito, Presidente da Iugoslávia

- Mohammed Daoud Khan, Primeiros-ministro do Afeganistão
- Benyoucef Benkhedda, Chefe do Governo Provisório da República Argelina
- U Nu, Primeiro-ministro da Birmânia
- Norodom Sihanouk, Chefe de Estado do Camboja
- Sirimavo Bandaranaike, Primeira-ministra do Ceilão
- Cyrille Adoula, Primeiro-ministro do Congo-Léopoldville
  -  Antoine Gizenga, Vice-primeiro-ministro
- Osvaldo Dorticós Torrado, Presidente de Cuba
- Makarios III, Presidente do Chipre
- Haile Selassie, Imperador da Etiópia
- Kwame Nkrumah, Presidente do Gana
- Louis Lansana Beavogui, Ministro das Relações Exteriores da Guiné
- Jawaharlal Nehru, Primeiro-ministro da Índia
- Sukarno, Presidente da Indonésia
- Hashem Jawad, Ministro das Relações Exteriores do Iraque
- Saeb Salam, Primeiro-ministro do Líbano
- Modibo Keïta, Presidente do Mali
- Hassan II, Rei de Marrocos
- Mahendra, Rei do Nepal
- Ibrahim bin Abdullah Al Suwaiyel, Ministro das Relações Exteriores da Arábia Saudita
- Aden Adde, Presidente da Somália
- Ibrahim Abboud, Presidente do Sudão
- Habib Bourguiba, Presidente da Tunísia
- Gamal Abdel Nasser, Presidente da República Árabe Unida
- Príncipe Seif el Islam el Hassan, Primeiro-ministro do Reino Mutawakkilita do Iêmen

#### Observadores
- José Fellman, Ministro da Educação da Bolívia
  -  Jorge Gutierrez Allendrebe, Ministro Plenipotenciário
- Franco Filho de Mello, Embaixador do Brasil na Suíça
- Jose Joaquin Silva, Embaixador do Equador na Alemanha Ocidental

#### Convidados
- Robert Ford[9]
- George F. Kennan[9]
- Michael Creswell[9]